# Lulekani
Lulekani ist ein Vorort und ehemalige Township der Stadt Phalaborwa in der Provinz Limpopo im Nordosten Südafrikas, 14 Kilometer entfernt vom Kruger-Nationalpark.
Die Region zählt zu den ärmsten Südafrikas. Viele der 14.464 Einwohner (Stand 2011) von Lulekani sind auf die Arbeitsaufkommen in den umliegenden Minen und Farmen angewiesen. Die meisten Bewohner sprechen Xitsonga.